# Skyforger
Skyforger – łotewski zespół muzyczny, tworzący muzykę z gatunku folk metal, znany z pogańskiej tematyki tekstów swoich utworów. Grupa powstała 1995 roku w Rydze.

## Historia
Wcześniej, w 1991, główny przedstawiciel łotewskiego pagan/folk metalu rozpoczął karierę jako Grindmaster Dead, zespół grający brutal death/doom metal. W latach 1992–1994 grupa wydała 3 nielegalne albumy, coraz bardziej fascynując się historią pogańskiej Łotwy. Debiutanckim oficjalnym albumem była płyta demo „Semigalls` Warchant”. Zarówno muzyka, jak i teksty utworów Skyforgera ewoluowały, zawsze jednak obracając się w kręgu pogańskim. Pierwsze dwie płyty były potężną dawką ostrego metalu, jednakże ze wstawkami ludowych instrumentów, a motywy muzyczne były przekształcone z ludowych tematów. Tematem przewodnim ich tekstów były walki plemion zamieszkujących tereny obecnej Łotwy z Zakonem Krzyżackim. Trzecia płyta, „Latviešu strēlnieki”, poświęcona była historii strzelców łotewskich w czasie I wojny światowej. Nietypowa, bo czysto folkowa płyta to „Zobena Dziesma”, ogłoszona przez łotewską telewizję publiczną „płytą roku” w roku 2004.
Grupa często koncertuje i bierze udział w festiwalach, m.in. gościła na sąsiedniej Litwie na Mėnuo Juodaragis. W 2006 roku wystąpiła na czeskim festiwalu Brutal Assault. W styczniu 2007 roku grupa wystąpiła na amerykańskim festiwalu metalowym: Heathen Crusade II, z takimi zespołami jak Bronnson, Will of the Ancients, Vesperian Sorrow, Slough Feg, Vreid, Månegarm, Manetheren, Withering Soul, Dark Forest, Gwynbleidd, Earthen, Shroud of Bereavement, Hordes of Yore, Mael Mordha, Obtest, Rudra i Bal-Sagoth, będąc jedną z gwiazd tego wydarzenia muzycznego. W kwietniu 2007 zespół wystąpił we Wrocławiu, zaś 1 września 2007 roku Skyforger zagrał koncert we wrocławskim grodzie wczesnośredniowiecznym. W 2009, 11 marca, w dniu Odrodzenia Niepodległości Litwy zespół wystąpił na największym jak dotąd festiwalu z cyklu Tėvynei (Ojczyźnie). Festiwal ten zorganizowana również z okazji 1000-lecia imienia Litwy. Skyforger wówczas zagrał z czołówką litewskiej sceny metalowej: Obtest, Diktatūra, Thundertale oraz z zespołem Månegarm.
Zespół jest dwujęzyczny, część utworów ma teksty w języku łotewskim, część w angielskim.

## Muzycy

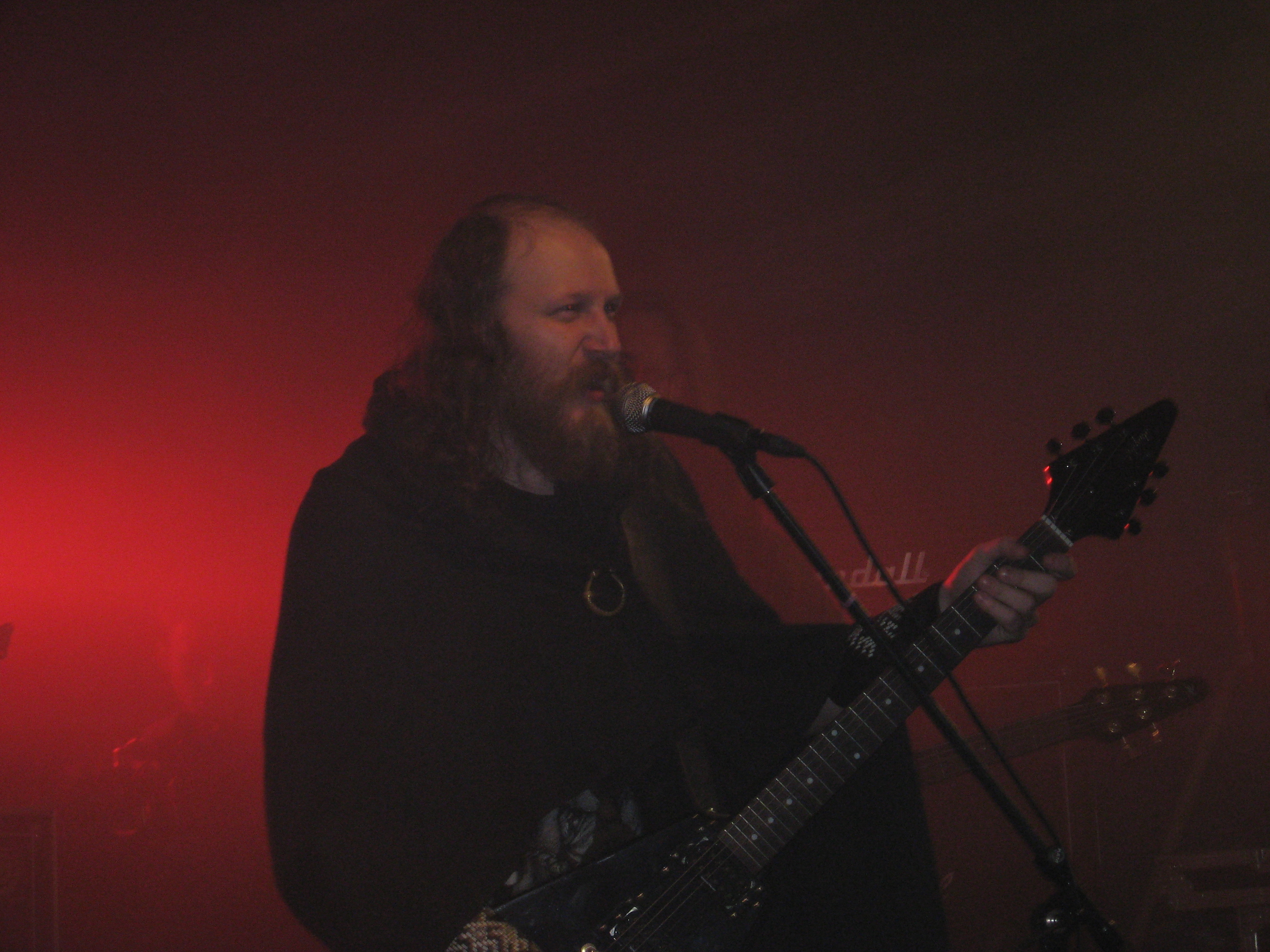
Pēteris Kvetkovskis – wokalista grupy.

### Obecny skład zespołu
- Pēteris Kvetkovskis – śpiew, gitara, instrumenty ludowe
- Rihards Skudrītis – gitara, głosy
- Edgars Grabovskis – gitara basowa, echo, instrumenty ludowe, odgłosy bitewne
- Kaspars Bārbals – instrumenty ludowe, głosy
- Edgars Krūmiņš – perkusja, instrumenty perkusyjne

### Byli członkowie zespołu
- Mārtiņš Pētersons – gitara (1995)
- Viesturs Grīnbergs – gitara (1995–1996)
- Konstantīns Švedovs – śpiew (1995–1996)
- Linda Bēce – flet (1995–1997)
- Imants Vovers – perkusja (1995–1998)
- Girts „Motors” Kļaviņš – gitara (2004–2006)

## Dyskografia
- 1997 Semigalls` Warchant (demo)
- 1998 Kauja pie Saules (Bitwa pod Saule) (LP)
- 2000 Latviešu Strēlnieki (Łotewscy strzelcy) (LP)
- 2003 Pērkonkalve (Kuźnia grzmotów) (LP)
- 2003 Zobena Dziesma (Pieśń miecza) (LP)
- 2005 Semigalls` Warchant (kompilacja)
- 2010 Kurbads (LP)
- 2015 Senprūsija (LP)